# ديار آل بن سلمان (سيئون)

تعديل مصدري - تعديل

ديار ال بن سلمان   هي إحدى قرى عزلة سيئون بمديرية سيئون التابعة لمحافظة حضرموت، بلغ تعداد سكانها 175 نسمة حسب تعداد اليمن لعام 2004.